# Lijst van voetbalinterlands Brazilië - Ecuador
Deze lijst van voetbalinterlands is een overzicht van alle officiële voetbalwedstrijden tussen de nationale teams van Brazilië en Ecuador. De Zuid-Amerikaanse landen speelden tot op heden 37 keer tegen elkaar. De eerste ontmoeting, een wedstrijd tijdens de Copa América 1942, werd gespeeld op 31 januari 1942 in Montevideo (Uruguay). Het laatste duel, een kwalificatiewedstrijd voor het Wereldkampioenschap voetbal 2026, vond plaats in Guayaquil op 5 juni 2025.

## Wedstrijden
| №  | Plaats          | Datum             | Competitie              | Wedstrijd          | Uitslag |
| -- | --------------- | ----------------- | ----------------------- | ------------------ | ------- |
| 1  | Montevideo      | 31 januari 1942   | Copa América 1942       | Brazilië – Ecuador | 5 – 1   |
| 2  | Santiago        | 21 februari 1945  | Copa América 1945       | Brazilië – Ecuador | 9 – 2   |
| 3  | Rio de Janeiro  | 3 april 1949      | Copa América 1949       | Brazilië – Ecuador | 9 – 1   |
| 4  | Lima            | 12 maart 1953     | Copa América 1953       | Brazilië – Ecuador | 2 – 0   |
| 5  | Lima            | 21 maart 1957     | Copa América 1957       | Brazilië – Ecuador | 7 – 1   |
| 6  | Guayaquil       | 19 december 1959  | Copa América 1959       | Ecuador – Brazilië | 1 – 3   |
| 7  | Guayaquil       | 27 december 1959  | Vriendschappelijk       | Ecuador – Brazilië | 1 – 2   |
| 8  | Cochabamba      | 27 maart 1963     | Copa América 1963       | Brazilië – Ecuador | 2 – 2   |
| 9  | Quito           | 14 februari 1981  | Vriendschappelijk       | Ecuador – Brazilië | 0 – 6   |
| 10 | Quito           | 17 augustus 1983  | Copa América 1983       | Ecuador – Brazilië | 0 – 1   |
| 11 | Goiânia         | 1 september 1983  | Copa América 1983       | Brazilië – Ecuador | 5 – 0   |
| 12 | Florianópolis   | 21 juni 1987      | Vriendschappelijk       | Brazilië – Ecuador | 4 – 1   |
| 13 | Cuiabá          | 15 maart 1989     | Vriendschappelijk       | Brazilië – Ecuador | 1 – 0   |
| 14 | Viña del Mar    | 15 juli 1991      | Copa América 1991       | Brazilië – Ecuador | 3 – 1   |
| 15 | Guayaquil       | 18 juli 1993      | WK 1994 kwalificatie    | Ecuador – Brazilië | 0 – 0   |
| 16 | São Paulo       | 22 augustus 1993  | WK 1994 kwalificatie    | Brazilië – Ecuador | 2 – 0   |
| 17 | Rivera          | 7 juli 1995       | Copa América 1995       | Brazilië – Ecuador | 1 – 0   |
| 18 | Salvador        | 10 september 1997 | Vriendschappelijk       | Brazilië – Ecuador | 4 – 2   |
| 19 | Washington D.C. | 14 oktober 1998   | Vriendschappelijk       | Brazilië – Ecuador | 5 – 1   |
| 20 | São Paulo       | 26 april 2000     | WK 2002 kwalificatie    | Brazilië – Ecuador | 3 – 2   |
| 21 | Quito           | 28 maart 2001     | WK 2002 kwalificatie    | Ecuador – Brazilië | 1 – 0   |
| 22 | Manaus          | 10 september 2003 | WK 2006 kwalificatie    | Brazilië – Ecuador | 1 – 0   |
| 23 | Quito           | 17 november 2004  | WK 2006 kwalificatie    | Ecuador – Brazilië | 1 – 0   |
| 24 | Solna           | 10 oktober 2006   | Vriendschappelijk       | Brazilië – Ecuador | 2 – 1   |
| 25 | Puerto La Cruz  | 4 juli 2007       | Copa América 2007       | Brazilië – Ecuador | 1 – 0   |
| 26 | Rio de Janeiro  | 17 oktober 2007   | WK 2010 kwalificatie    | Brazilië – Ecuador | 5 – 0   |
| 27 | Quito           | 29 maart 2009     | WK 2010 kwalificatie    | Ecuador – Brazilië | 1 – 1   |
| 28 | Córdoba         | 13 juli 2011      | Copa América 2007       | Brazilië – Ecuador | 4 – 2   |
| 29 | East Rutherford | 9 september 2014  | Vriendschappelijk       | Brazilië − Ecuador | 1 − 0   |
| 30 | Pasadena        | 4 juni 2016       | Copa América Centenario | Brazilië − Ecuador | 0 − 0   |
| 31 | Quito           | 1 september 2016  | WK 2018 kwalificatie    | Ecuador − Brazilië | 0 − 3   |
| 32 | Porto Alegre    | 31 augustus 2017  | WK 2018 kwalificatie    | Brazilië − Ecuador | 2 − 0   |
| 33 | Porto Alegre    | 4 juni 2021       | WK 2022 kwalificatie    | Brazilië − Ecuador | 2 − 0   |
| 34 | Goiânia         | 27 juni 2021      | Copa América 2021       | Brazilië − Ecuador | 1 − 1   |
| 35 | Quito           | 27 januari 2022   | WK 2022 kwalificatie    | Ecuador – Brazilië | 1 – 1   |
| 36 | Curitiba        | 6 september 2024  | WK 2026 kwalificatie    | Brazilië − Ecuador | 1 − 0   |
| 37 | Guayaquil       | 5 juni 2025       | WK 2026 kwalificatie    | Ecuador – Brazilië | 0 – 0   |

## Samenvatting
| Competitie        | Totaal gespeeld | Winst Brazilië | Gelijk | Winst Ecuador | Doelsaldo Brazilië – Ecuador |
| ----------------- | --------------- | -------------- | ------ | ------------- | ---------------------------- |
| WK-kwalificatie   | 14              | 8              | 4      | 2             | 21 − 6                       |
| Copa América      | 15              | 12             | 3      | 0             | 53 − 12                      |
| Vriendschappelijk | 8               | 8              | 0      | 0             | 25 − 6                       |
| Totaal            | 37              | 28             | 7      | 2             | 99 − 24                      |

Wedstrijden bepaald door strafschoppen worden, in lijn met de FIFA, als een gelijkspel gerekend.

## Details

### Eerste ontmoeting
| Copa América 1942 (Montevideo, Uruguay, 31 januari 1942): |       |                            |
| Brazilië                                                  | 5 – 1 | Ecuador                    |
| Tim 10' Pirillo 12' Pirillo 29' Zizinho 60' Pirillo 76'   | goals | 19' (pen.) Enríque Álvarez |

### Tweede ontmoeting
| Copa América 1945 (Santiago, Chili, 21 februari 1945):                                          |       |                                          |
| Brazilië                                                                                        | 9 – 2 | Ecuador                                  |
| Ademir 3' Ademir 10' Heleno 22' Heleno 28' Zizinho 40' Zizinho 65' Jair 67' Jair 68' Ademir 75' | goals | 42' Victor Aguayo 49' Guillermo Albornoz |

### Derde ontmoeting
| Copa América 1949 (Rio de Janeiro, Brazilië, 3 april 1949):                                           |       |                        |
| Brazilië                                                                                              | 9 – 1 | Ecuador                |
| Tesourinha 3' Octavio 10' Jair 13' Simão 16' Simão 25' Jair 35' Tesourinha 42' Zizinho 67' Ademir 88' | goals | 42' Sigifredo Chuchuca |

### Negende ontmoeting
| Vriendschappelijk (Quito, Ecuador, 14 februari 1981):                                    |       |                                                                                      |
| Ecuador                                                                                  | 0 – 6 | Brazilië                                                                             |
|                                                                                          | goals | 24' Reinaldo 28' Sócrates 35' Reinaldo 48' (e.d.) John Landeta 65' Zico 81' Sócrates |
| - Debuut van Lupo Quiñónez; vierde en laatste interland van Juan Madruñero voor Ecuador. |       |                                                                                      |

### Tiende ontmoeting
| Copa América 1983 (Quito, Ecuador, 17 augustus 1983):      |       |                      |
| Ecuador                                                    | 0 – 1 | Brazilië             |
|                                                            | goals | 14' Roberto Dinamita |
| - Laatste interland van Paul Carrera (20ste) voor Ecuador. |       |                      |

### Elfde ontmoeting
| Copa América 1983 (Goiânia, Brazilië, 1 september 1983):                                 |       |         |
| Brazilië                                                                                 | 5 – 0 | Ecuador |
| Renato Gaúcho 12' Roberto Dinamita 46' Roberto Dinamita 55' Éder 58' Tita 60'            | goals |         |
| - Laatste interland van Luis Granda (21ste) en Carlos Omar Delgado (26ste) voor Ecuador. |       |         |

### Twaalfde ontmoeting
| Vriendschappelijk (Florianópolis, Brazilië, 21 juni 1987):                                                            |              | |
| Brazilië | 4 – 1        | Ecuador |
| Raí 43' Careca 58' Müller 64' Jorginho 77'                                                                            | goals        | 87' Geovanny Mera |
| Carlos Alberto Silva                                                                                                  | bondscoach   | Luis Grimaldi |
| Carlos Josimar Geraldão ??' Ricardo Rocha ??' Jorginho ??' Douglas Raí ??' Edu Marangon Müller ??' Careca Valdo Filho | opstellingen | Carlos Luis Morales Luis Mosquera Kléber Fajardo Wilson Macías Luis Enrique Capurro ??' Edgar Domínguez Galo Vásquez ??' Hamilton Cuvi Pablo Marín ??' Fernando Baldeón Lupo Quiñónez |
| Júlio César ??' Ricardo Gomes ??' Nelsinho ??' Paulo Silas ??' Romário ??'                                            | wissels      | ??' Raúl Avilés ??' Geovanny Mera ??' Pietro Marsetti |

### Dertiende ontmoeting
| Vriendschappelijk (Cuiabá, Brazilië, 15 maart 1989):                                   |              |                   |
| Brazilië                                                                               | 1 – 0        | Ecuador           |
| Washington Santos 19'                                                                  | goals        |                   |
| Bebeto 39'                                                                             | rode kaarten | 39' Byron Tenorio |
| - Debuut van Julio César Rosero, Jimmy Montanero en Carlos Antonio Muñoz voor Ecuador. |              |                   |

### Veertiende ontmoeting
| Copa América 1991 (Viña del Mar, Chili, 15 juli 1991):  |              |                  |
| Brazilië                                                | 3 – 1        | Ecuador          |
| Mazinho Oliveira 8' Márcio Santos 54' Luís Henrique 89' | goals        | 12' Carlos Muñoz |
| Mazinho Oliveira 74'                                    | rode kaarten |                  |

### Vijftiende ontmoeting
| WK 1994 kwalificatie (Guayaquil, Ecuador, 18 juli 1993): |       |          |
| Ecuador                                                  | 0 – 0 | Brazilië |
|                                                          | goals |          |

### Zestiende ontmoeting
| WK 1994 kwalificatie (São Paulo, Brazilië, 22 augustus 1993): |       |         |
| Brazilië                                                      | 2 – 0 | Ecuador |
| Bebeto 34' Dunga 54'                                          | goals |         |

### Zeventiende ontmoeting
| Brazilië     | 1 – 0        | Ecuador          |
| Ronaldão 74' | goals        |                  |
|              | rode kaarten | 73' Juan Guamán. |

### Achttiende ontmoeting
| |       |                                        |
| Brazilië | 4 – 2 | Ecuador                                |
| Denílson 16' Dodô 27' Dodô 38' Emerson 73'                                                                       | goals | 66' Álex Aguinaga 76' Edison Maldonado |
| - Laatste interland van Wagner Rivera (24ste), Oswaldo de la Cruz (15de) en Máximo Tenorio (38ste) voor Ecuador. |       |                                        |

### Negentiende ontmoeting
| |       |                       |
| Brazilië | 5 – 1 | Ecuador               |
| Marcelinho 22' Giovane Élber 35' Cafú 70' Giovane Élber 72' Giovane Élber 78'                                                        | goals | 67' Ulises de la Cruz |
| - Debuut van Edwin Tenorio, Iván Kaviedes en Marlon Ayoví voor Ecuador, dat onder leiding staat van interim-bondscoach Polo Carrera. |       |                       |

### Twintigste ontmoeting
| Brazilië                                   | 3 – 2 | Ecuador                                 |
| Rivaldo 18' Antonio Carlos 44' Rivaldo 52' | goals | 12' Álex Aguinaga 76' Ulises de la Cruz |

### 21ste ontmoeting
|                                                     |       |          |
| Ecuador                                             | 1 – 0 | Brazilië |
| Agustín Delgado 49'                                 | goals |          |
| - Eerste overwinning ooit voor Ecuador op Brazilië. |       |          |

### 22ste ontmoeting
| Brazilië       | 1 – 0 | Ecuador |
| Ronaldinho 13' | goals |         |

### 23ste ontmoeting
| Ecuador           | 1 – 0 | Brazilië |
| Edison Méndez 77' | goals |          |

### 24ste ontmoeting
| Ecuador         | 1 – 2 | Brazilië          |
| Félix Borja 22' | goals | 44' Fred 74' Kaká |

### 25ste ontmoeting
| Brazilië           | 1 – 0 | Ecuador |
| Robinho 56' (pen.) | goals |         |

### 26ste ontmoeting
| Brazilië                                                   | 5 – 0 | Ecuador |
| Vágner Love 19' Ronaldinho 72' Kaká 77' Elano 83' Kaká 85' | goals |         |

### 27ste ontmoeting
| Ecuador             | 1 – 1 | Brazilië           |
| Christian Noboa 89' | goals | 72' Júlio Baptista |

### 28ste ontmoeting
| Brazilië                                | 4 – 2 | Ecuador                               |
| Pato 29' Neymar 50' Pato 61' Neymar 72' | goals | 37' Felipe Caicedo 59' Felipe Caicedo |